# Sigtuna
Sigtuna – miasto w południowo-wschodniej Szwecji nad jeziorem Melar, w regionie Sztokholm. Zajmuje obszar 395 hektarów, a w 2005 liczyło 7 204 mieszkańców (około 30 tys. mieszkańców zamieszkuje w Gminie Sigtuna). Jego historia liczy ponad 1000 lat. 

## Historia
Założona została przez Eryka Zwycięskiego ok. 980. Prawa miejskie zostały nadane jeszcze w 1010 przez Olofa Skötkonunga. Około 1100 roku został zbudowany kościół romański z kamienia polnego, który został siedzibą pierwszego biskupa szwedzkiego. Rozkwitało jako królewskie oraz handlowe i ekonomiczne centrum Szwecji przez 250 lat, od końca XI wieku.
W 1187 Sigtuna została spalona w wyniku ataku nieznanych sprawców. Historyczne źródła wspominają tylko o "barbarzyńcach ze wschodu". Estończycy, Liwowie, Karelowie i Księstwo Nowogrodzkie są wskazywani jako najeźdźcy. Możliwe, że estońskie plemiona z wysp Sarema stały za tym atakiem.
Sigtuna kontynuowała swoją egzystencję jako znaczące miasto nawet po ataku, ale w XIV wieku większe znaczenie miały takie miasta jak: Uppsala, Visby, Kalmar i Sztokholm. 
Pod koniec X wieku wybijano tutaj pierwsze szwedzkie monety z wizerunkiem Olofa Skötkonunga.
W Sigtunie znajduje się jedna z trzech szwedzkich szkół z internatem: Sigtunaskolan Humanistiska Läroverket (SSHL), do której uczęszczał obecny król Szwecji – Karol XVI Gustaw. Inne znane miejsca to np.: fundacja, ruiny średniowiecznych kamiennych kościołów, mennica i muzeum. 

## Miasta partnerskie
- Rakvere, Estonia
- Łomża, Polska